# Powiat Świebodziński
Der Powiat Świebodziński ist ein Powiat (Kreis) in der Woiwodschaft Lebus in Polen. Der Powiat hat eine Fläche von 938 km², auf der fast 57.000 Einwohner leben.

## Gemeinden
Der Powiat umfasst sechs Gemeinden, davon
zwei Stadt- und Landgemeinden;
- Świebodzin (Schwiebus)
- Zbąszynek (Neu Bentschen)

und vier Landgemeinden;
- Lubrza (Liebenau)
- Łagów (Lagow)
- Skąpe (Skampe)
- Szczaniec (Stentsch)